# Que canten los niños/Yo también tuve quince años
«Que canten los niños/Yo también tuve quince años» es un doble sencillo del cantautor español José Luis Perales del álbum Con el paso del tiempo. Fue lanzado en 1986, por la discográfica Sony Music bajo el sello CBS.

## Antecedentes
La participación de José Luis Perales con Aldeas Infantiles SOS se origina cuando en Chile, en una gira por América, a principios de los años 80, conoció la historia de unos hogares tutelados por mujeres, que se hacían cargo de la atención y cuidados de unos niños que, por diferentes circunstancias, procedían de la marginación y el desamparo. De regreso a España entró en contacto con Juan Belda, presidente de la organización en España, quien le explicó la labor que desarrollan en todo el mundo en favor de la infancia marginada.
Al preguntarle cómo podía colaborar con la organización, Belda le pidió que compusiera una canción promoviendo la idea de Aldeas Infantiles y la incluyera en un disco. Y así nació «Que canten los niños», que se incluyó en el álbum «Con el paso del tiempo», cuyos derechos el autor ha cedido a la organización.

## Lista de canciones
| Lado A |                                                                  |          |  |
| N.º    | Título                                                           | Duración |  |
| 1.     | «Que canten los niños» (Dedicado a las Aldeas Infantiles S.O.S.) |          |  |

| Lado B |                               |          |  |
| N.º    | Título                        | Duración |  |
| 1.     | «Yo también tuve quince años» |          |  |

## Créditos y personal

### Músicos
- Arreglos y dirección de orquesta: Graham Preskett

### Personal de grabación y posproducción
- Todas las canciones compuestas por José Luis Perales
- Compañía discográfica: Sony Music
- Sello discográfico: CBS Internacional; Nueva York, Estados Unidos

### Créditos y personal
- Perales, José Luis (2012). «DISCOGRAFÍA - CON EL PASO DEL TIEMPO». Archivado desde el original el 26 de abril de 2012. Consultado el 15 de enero de 2013.

- Datos: Q16623603